# Джикей
Джике́й (малайск. Jikey, джави جيكيي) — разновидность традиционного театра в штатах Кедах и Перлис в Малайзии.
По преданию, происхождение связано с тем, что правитель-раджа заставлял купцов, задержанных за неуплату пошлины, танцевать и петь, чтобы компенсировать убытки. Сюжеты представлений заимствованы из народных сказок и легенд с элементами фарса. Основными элементами являются импровизированные диалоги, музыка и танец. Музыка состоит из инструментальной и певческой. Главными героями являются комедианты, король и воины, каждому персонажу соответствуют определенные элементы музыки. Музыкальное сопровождение — три барабана, флейта серунай, колокольчик и тамбурин.
На развитие джикея сильное влияние оказали другие виды малайских исполнительских видов искусства, как Мак йонг, хадра, бангсаван и мек мулонг.
В Камбодже этот вид театра известен как yike, а в Таиланде как likay и популярен в южных таиландских провинциях Сатун и Пхукет.